# Murom
Murom (rusko Му́ром, latinizirano: Múrom) je mesto v Rusiji, upravno središče okraja Murom, osrednje mesto Muromskega rajona v Vladimirski oblasti, v katerega sam ne spade. Leta 2018 je imel 109.072 prebivalcev.
Je eno od najstarejših mest v Rusiji. Nahaja se levem bregu reke Oke, 137 km od Vladimirja, na meji z regijo Nižni Novgorod. Murom je  veliko železniško križišče na železniški progi Gorkij, ki povezuje Moskvo in Kazan.

## Etimologija
Ime mesta izvira iz imena ugro-finskega plemena Murom, ki je bilo prvič omenjeno v Zgodbi o preteklih časih, nedatiranem letopisu iz obdobja pred prihodom Varjagov (Vikingov). 
Etimologija besede Murom ni zanesljiva. Na tem območju je veliko hidronimov s podobnim imenom: reka Muromka, Muromsko jezero, Muromska loka,  potok Muromec, Murma in drugi Hidronim Murma je razložen z baltskim izrazom murméti, ki pomeni  "godrnjanje, ropotanje, bahanje". Lahko bi se razložil tudi z marijskim izrazom muroma, ki pomeni "mesto petja, veselja".
Po mnenju  Vladimirja Dala ime mesta izvira iz besede murom, muromi - "preliv, glazura, steklena prevleka na  lončenini in ploščicah" iz  lesnega in kositrnega pepela.
Mesto se v skandinavskih sagah iz 13.  stoletja omenja kot Móramar. Sodeč po fonetičnih zakonih volško-finskih jezikov se je ta oblika imena zapisala kot Murom. 
Najstarejšo obliko etonima,  * morama,  V.S. Kulešov primerja z imenom plemena Merja, ki je izposojeno iz baltskega vira.

## Zgodovina
V 9. stoletju je bil Murom najbolj vzhodno naselje Vzhodnih Slovanov na ozemlju ugro-finskih  Muromcev. V Primarni kroniki je omenjen že leta 862, zato spada med najstarejša mesta v Rusiji. Okoli leta 900 je bil pomembna trgovska postaja med Volško Bolgarijo in Baltskim morjem.
Od leta 1010 do 1393 je bil prestolnica samostojne kneževine. Med muromskimi knezi so bili rudi  sveti Gleb, umorjen leta 1015 in kanoniziran leta 1071, sveto Konstantin Blaženi in svetnika Peter in Fevronija, osebe iz opera Rimski-Korsakova. Za mesto velja, da je bil v njem rojen najslavnejši vzhodnoslovanski  epski  junak Ilija  Muromec. V mestu stoji njegov kip, na katerem v desnici drži meč, v levici pa križ.
30. junija 1961 je bil Murom mesto spontanih protestov in nemirov proti politiki in sovjetski oblasti, ki so se začeli po smrti višjega tovarniškega delovodje  Kostikova v policijskem priporu.

## Uprava in status mesta
Murom je upravno središče Muromskega okrožja, četudi sam ne spada vanj. Murom ima status Mesto Murom, ki je enak statusu okrožja. Mesto samo in devet naselij v Muromskem okrožju je vključeno v Muromsko mestno okrožje.

## Zanimivosti
Murom je ohranil veliko značilnosti starega mesta. Samostan Kristusovega odrešenje je eden najstarejših v Rusiji. Prvič je bil omenjen leta 1096, ko ga je oblegal Oleg Černigovski in ubil Vladimirja Monomaha, sina Izislava, ki je tam pokopan. Leta 1552 je samostan obiskal car Ivan Grozni. Naročil je gradnjo kamnite stolnice, ki so ji sledile druge cerkve. 
V mestu je samostan Svete trojice, v katerem so razstavljene relikvije svetega Petra in Fevronije, čudovita stolnica (1642–1643), cerkev (1652), zvonik (1652), lesena cerkev svetega Sergeja in kamnito obzidje. S samostanom tekmuje samostan Marijinega oznanjenja, ustanovljen med vladanjem Ivana Groznega, v katerem so pokopani lokalni knezi. V samostanu je tudi stolnica, zgrajena leta 1664. Obe omenjeni stolnici sta verjetno delo istih mojstrov, ker imata veliko skupnega s cerkvijo Vstajenja (1658) v samem mestu. Povsem drugačna je šotoru podobna cerkev svetega Kozme in Damijana, zgrajena leta 1565 na bregu Oke v spomin na rusko osvojitev Kazana.

## Pobrateni mesti
- Most, Češka republika
- Babrujski, Belorusija

## Slavni Muromci
Med pomembne Muromce spadajo oče barvne fotografije Sergej Prokudin-Gorski (1863),  slikar Ivan Kulikov, (1875), oče televizije Vladimir Zvorikin in fizik Igor Irodov.

## Galerija
- Stolnica samostana Svete trojice (1642-1643)
- Aleksander Ivanovič Kazancev: Ikona muromskega kneza Konstantina in njegovih sinov Mihaela in Teodora
- Brod na Oki
- Železniška postaja